# Great Observatories-programma

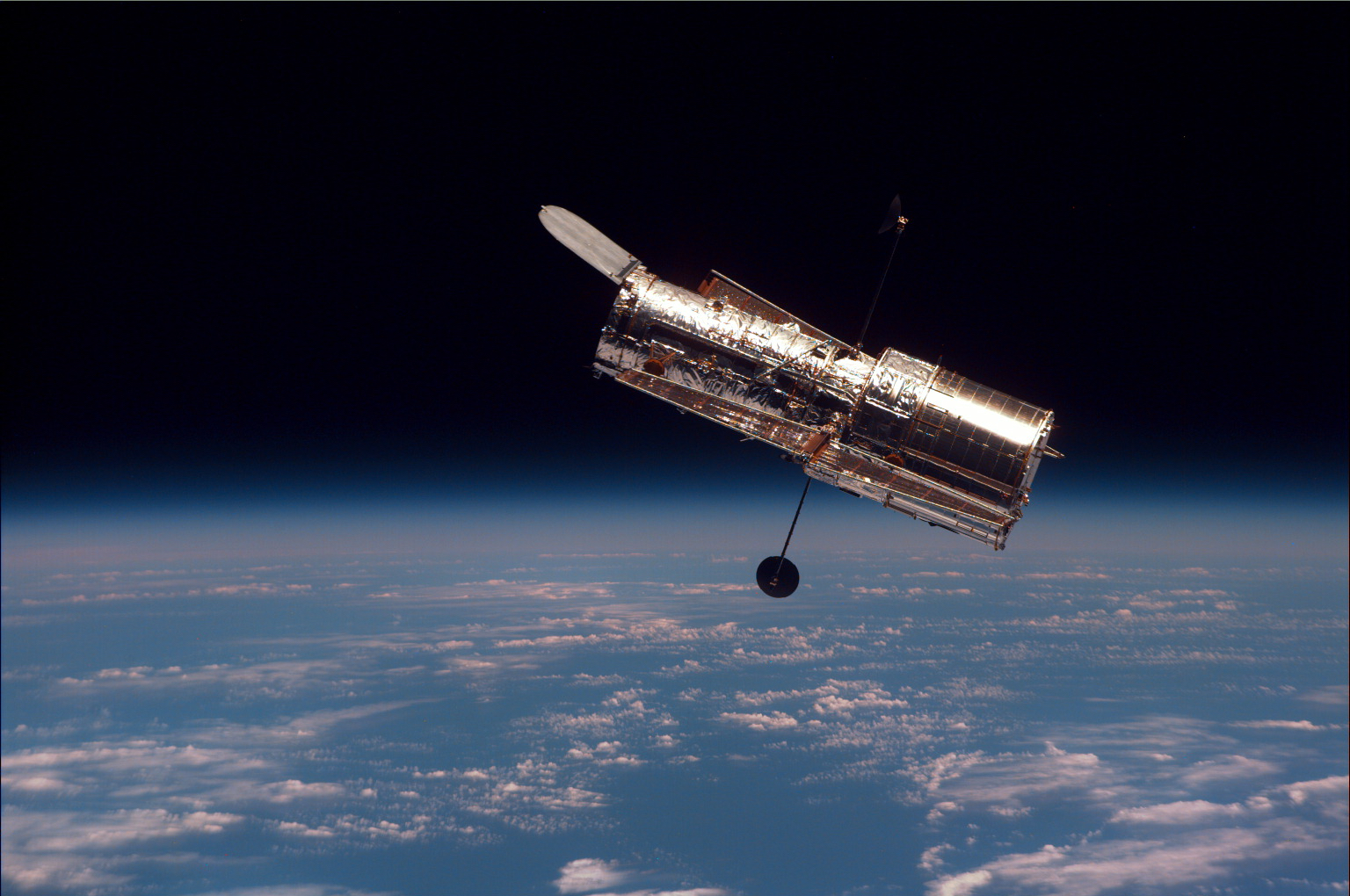
De ruimtetelescoop Hubble

Het Great Observatories-programma van de Amerikaanse ruimtevaartorganisatie NASA bestaat uit vier grote ruimtetelescopen. Deze moeten astronomische waarnemingen doen over veel verschillende golflengtegebieden om zo de straling door het hele elektromagnetische spectrum te bestuderen. Belangrijk hierbij is dat van een object gelijktijdig waarnemingen kunnen worden gedaan op verschillende golflengten.
De vier observatieposten zijn:
- De ruimtetelescoop Hubble (Hubble Space Telescope, HST)

De HST bestaat uit een aantal precisie-instrumenten voor astronomische waarnemingen, en draait sinds de lancering door de NASA op 24 april 1990 als een kunstmatige satelliet rond de aarde. De Hubble wordt gebruikt voor optische waarnemingen. De telescoop bezit ook een infraroodcamera.
In 2009 is door het aanbrengen van nieuwe gyroscopen en accu's de levensduur van de telescoop verlengd tot 2014, en mogelijk 2020. Verder zijn nieuwe instrumenten geïnstalleerd: de Cosmic Origins Spectrograph en groothoekcamera, WFC3, die de WFPC2 heeft vervangen.
De HST zal uiteindelijk vervangen worden door de James Webb Ruimtetelescoop (James Webb Space Telescope, JWST), een infraroodtelescoop.
- Compton Gamma Ray Observatory (CGRO)

Gelanceerd door een spaceshuttle in 1991 tijdens de STS-37 missie. CGRO verzamelde gegevens over sommige van de krachtigste fysische processen in het universum, gekenmerkt door een hoge energie. De telescoop functioneerde tot 4 juni 2000.
- Chandra X-ray Observatory (CXO)

Werd in juli 1999 vanuit een spaceshuttle in een hoge baan om de aarde gebracht. CXO observeert zwarte gaten, quasars, en hete gassen in het röntgenbereik van het elektromagnetisch spectrum.
- Spitzer Space Telescope

De golflengte die bij de vorige drie nog niet aan bod kwam, het thermische infrarood, werd met deze ruimtetelescoop bestudeerd. De telescoop werd gelanceerd op 25 augustus 2003 en functioneerde tot 30 januari 2020.